# Ruch harmoniczny
Zasugerowano, aby zintegrować ten artykuł z artykułem Klasyczny oscylator harmoniczny (dyskusja). Nie opisano powodu propozycji integracji.

Oscylator harmoniczny

Ruch harmoniczny, drgania harmoniczne – ruch drgający, w którym na ciało działa siła o wartości proporcjonalnej do wychylenia ciała z jego położenia równowagi, skierowana zawsze w stronę punktu równowagi. Wykres wychylenia ciała od położenia równowagi w zależności od czasu jest tzw. krzywą harmoniczną (np. sinusoidą).
Ruch harmoniczny jest najprostszym rodzajem drgań. Przykładem może być modelowy ruch ciężarka na sprężynie.
Drgania dowolnego rodzaju, nawet bardzo złożone, można przedstawić w postaci sumy drgań harmonicznych o różnych częstotliwościach i amplitudach. Znajdowanie takich przedstawień jest zadaniem analizy harmonicznej.

## Ruch harmoniczny prosty
Ciało porusza się ruchem harmonicznym prostym, jeżeli działa na nie siła o wartości proporcjonalnej do wychylenia ciała z położenia równowagi i skierowana w stronę położenia równowagi
{\displaystyle {\vec {F}}=-k{\vec {x}},}
gdzie:
{\displaystyle {\vec {F}}} – wektor siły,
{\displaystyle k} – współczynnik proporcjonalności (zwany stałą sprężystości),
{\displaystyle {\vec {x}}} – wektor wychylenia ciała od położenia równowagi.
Zakładając, że ruch układu odbywa się w jednym wymiarze otrzymuje się
{\displaystyle F=-kx,}
gdzie {\displaystyle F} oznacza współrzędną wektora siły {\displaystyle {\vec {F}},} a {\displaystyle x} współrzędną wektora {\displaystyle {\vec {x}}} w przyjętym układzie współrzędnych.
II zasada dynamiki Newtona podaje zależność między przyspieszeniem {\displaystyle a} ciała i działającą na nie siłą wypadkową {\displaystyle F}
{\displaystyle a={\frac {F}{m}}.}
Z powyższych dwóch wzorów wynika
{\displaystyle a=-{\frac {k}{m}}x.}
Zapisanie przyspieszenia w postaci różniczkowej prowadzi do równania w postaci
{\displaystyle {\frac {d^{2}x}{dt^{2}}}=-{\frac {k}{m}}x=-\omega _{0}^{2}x,}
gdzie:
{\displaystyle \omega _{0}={\sqrt {k/m}}} jest tzw. częstością kołową drgań.
Powyższe równanie różniczkowe jest równaniem zwyczajnym drugiego rzędu.
Rozwiązania tego równania można przedstawić w postaci:
{\displaystyle x(t)=A\sin(\omega _{0}t+\varphi ),}
gdzie:
- {\displaystyle A} – amplituda drgań, czyli maksymalne wychylenie ciała od położenia równowagi,
- {\displaystyle \varphi } – faza drgań,

- {\displaystyle T={\frac {2\pi }{\omega _{0}}}=2\pi {\sqrt {m/k}}} – okres drgań.

Częstotliwość (częstość) drgań {\displaystyle \nu } zależy od {\displaystyle \omega _{0}} i {\displaystyle T} następująco:
{\displaystyle \nu ={\frac {\omega _{0}}{2\pi }}} oraz {\displaystyle \nu ={\frac {1}{T}}.}

Ustalony punkt fali (niebieska kropka) wykonuje drgania harmoniczne o amplitudzie i częstotliwości równym amplitudzie i częstotliwości ruchu falowego. Na osi poziomej odłożono współrzędną przestrzenną

Faza drgań wiąże się z położeniem ciała w momencie rozpoczęcia pomiaru czasu.
Własnością ruchu harmonicznego jest to, że inne wielkości (prędkość, przyspieszenie) też są opisane przez równanie harmoniczne. Np. przyjmując pierwsze z rozwiązań na {\displaystyle x(t),} otrzymamy następujące wzory na prędkość i przyspieszenie:
{\displaystyle v(t)={\frac {dx}{dt}}=\omega _{0}A\cos(\omega _{0}t+\varphi ),}
{\displaystyle a(t)={\frac {dv}{dt}}=-\omega _{0}^{2}A\sin(\omega _{0}t+\varphi ).}

Zależność wychylenia ciała drgającego harmonicznie od czasu. – amplituda drgań, – okres drgań.

Rozwiązania równania różniczkowego oscylatora harmonicznego można zapisać w innych, równoważnych postaciach, np.
{\displaystyle x(t)=B\sin(\omega _{0}t)+C\cos(\omega _{0}t),}
{\displaystyle x(t)=A\cos(\omega _{0}t+\varphi '),}
gdzie: {\displaystyle A,B,C,\varphi '} – stałe zależne od warunków początkowych. Rozwiązania o takiej postaci nazywamy harmonikami.

### Energia w ruchu harmonicznym prostym

Wykresy zależności energii od wychylania x a) energia potencjalna (kolor zielony), b) energia kinetyczna (kolor czerwony).

Energia w ruchu harmonicznym jest sumą energii potencjalnej i kinetycznej.
Energia potencjalna dla siły proporcjonalnej do wychylenia dana jest wzorem
{\displaystyle E_{p}(t)={\frac {1}{2}}kx^{2}(t),}
skąd po podstawieniu wyrażenia na {\displaystyle x(t)}
{\displaystyle E_{p}(t)={\frac {1}{2}}kA^{2}\sin ^{2}(\omega _{0}t+\varphi ),}
zaś energię kinetyczną określa wzór
{\displaystyle E_{k}(t)\!={\frac {1}{2}}mv^{2}(t)={\frac {1}{2}}m\omega _{0}^{2}A^{2}\cos ^{2}(\omega _{0}t+\varphi ).}
Dodając powyższe wzory i korzystając z własności jedynki trygonometrycznej oraz z zależności {\displaystyle \omega _{0}^{2}=k/m,} obliczymy całkowitą energię ciała drgającego
{\displaystyle E={\frac {1}{2}}kA^{2}={\text{const.}}}
Całkowita energia w ruchu harmonicznym prostym jest stała, niezależna od czasu. Wynik ten jest zgodny z założeniem, że na ciało drgające działa jedynie siła sprężysta {\displaystyle F=-kx,} zaś siły oporu są zerowe lub pomijalne.
Mimo stałości energii całkowitej, energia kinetyczna i potencjalna zmieniają się w czasie.

## Ruch harmoniczny tłumiony
W rzeczywistych sytuacjach fizycznych zazwyczaj nie można pominąć sił oporu. Np. wahadło wprawione w ruch po pewnym czasie zatrzyma się. Przyczyną tego jest działanie oporu powietrza oraz rozpraszanie energii w miejscu zamocowania wahadła.
Niech na ciało działa – oprócz siły harmonicznej – siła oporu ośrodka proporcjonalna do prędkości ciała:
{\displaystyle {\vec {F}}_{op}=-b{\vec {v}}.}
Wtedy równanie ruchu przyjmie postać:
{\displaystyle {\frac {d^{2}x}{dt^{2}}}=-{\frac {k}{m}}x-{\frac {b}{m}}{\frac {dx}{dt}}.}
Wprowadzając oznaczenie:
{\displaystyle \Gamma ={\frac {b}{m}},}
otrzymuje się równanie oscylatora harmonicznego tłumionego

Zależności w ruchu harmonicznym nietłumionym (kolor zielony) i tłumionym (kolor czerwony); obwiednia ruchu tłumionego (kolor czarny).

{\displaystyle {\frac {d^{2}x}{dt^{2}}}+\Gamma {\frac {dx}{dt}}+\omega _{0}^{2}x=0.}

### Oscylator słabo tłumiony
Gdy tłumienie jest słabe, to {\displaystyle \omega _{0}^{2}>{\frac {1}{4}}\Gamma ^{2},} wtedy
{\displaystyle \omega ={\sqrt {\omega _{0}^{2}-{\frac {1}{4}}\Gamma ^{2}}}}
jest liczbą rzeczywistą. Wielkość {\displaystyle \omega } jest częstotliwością drgań układu, na który działa siła tłumiąca. Częstotliwość ruchu tłumionego {\displaystyle \omega } nazywana jest zmodyfikowaną częstością drgań: jest ona mniejsza od częstotliwości drgań {\displaystyle \omega _{0}} układu nietłumionego i to tym bardziej, im większy jest współczynnik tłumienia {\displaystyle \Gamma .}
Rozwiązanie równania ruchu oscylatora tłumionego można wyrazić w postaci:
{\displaystyle x(t)=e^{-{\frac {\Gamma t}{2}}}(A\sin \omega t+B\cos \omega t).}
Stałe {\displaystyle A} i {\displaystyle B} zależą od warunków początkowych według następujących związków:
{\displaystyle A={\frac {v_{0}+{\frac {1}{2}}\Gamma x_{0}}{\omega }},}
{\displaystyle B=x_{0},}
gdzie:
- {\displaystyle x_{0}} – położenie początkowe,
- {\displaystyle v_{0}} – prędkość początkowa.

Powyższe rozwiązanie składa się z dwóch czynników:
- {\displaystyle e^{-{\frac {\Gamma t}{2}}}} – malejącego wykładniczo z czasem,
- {\displaystyle A\sin \omega t+B\cos \omega t} – oscylacyjnego, zmieniającego się z częstością {\displaystyle \omega .}

Dla słabego tłumienia czynnik wykładniczy jest w ciągu jednego cyklu w zasadzie stały. Wówczas można przyjąć, że ruch jest harmoniczny z malejącą amplitudą. W przypadku słabego tłumienia ciało drgające może wykonać wiele oscylacji do chwili zatrzymania się. Przykładem jest zwykłe wahadło – ruch takiego wahadła można opisać z dobrym przybliżeniem jako ruch harmoniczny o stopniowo malejącej amplitudzie.

### Oscylator przetłumiony
Gdy tłumienie jest silne, to {\displaystyle \omega _{0}^{2}-{\frac {1}{4}}\Gamma ^{2}<0,} wówczas przyjmując {\displaystyle \omega {:}}
{\displaystyle \omega ={\sqrt {{\frac {1}{4}}\Gamma ^{2}-\omega _{0}^{2}}},}
otrzymamy
{\displaystyle x(t)=e^{-{\frac {\Gamma t}{2}}}\left(A\sinh \omega t+B\cosh \omega t\right).}
Drugi czynnik powyższego wyrażenia jest wolnozmienny, a nie oscylacyjny jak w przypadku słabego tłumienia. W przypadku silnego tłumienia nie występuje ruch oscylacyjny, lecz zanik wychylenia w czasie jest opisany zależnością zbliżoną do eksponencjalnej.

### Diagramy fazowe

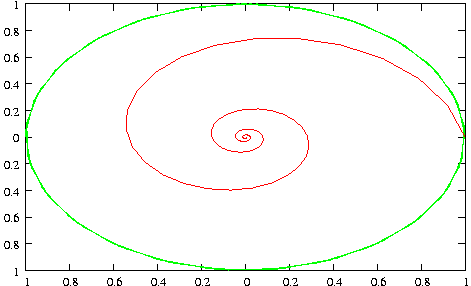
Wykres fazowy, czyli zależność położenia od prędkości x(v) dla ruchu harmonicznego nietłumionego (kolor zielony) i tłumionego (kolor czerwony).

Na wykresie fazowym pokazano krzywe fazowe dla ruchu harmonicznego prostego i ruchu harmonicznego tłumionego. Widać, że w przypadku braku tłumienia prędkość i wychylenie zmieniają się cyklicznie, zaś w przypadku tłumienia krzywa fazowa zmierza w kierunku punktu równowagi {\displaystyle x=0,} {\displaystyle v=0.}
Dla wykreślonych krzywych fazowych przyjęto następujące parametry:
- {\displaystyle \omega } = 1,0 – częstość kołowa,
- {\displaystyle \beta } = 0,2 – współczynnik tłumienia,
- {\displaystyle x_{0}} = 1,0 – położenie początkowe,
- {\displaystyle v_{0}} = 1,0 – prędkość początkowa.

## Opis małych drgań
Dowolny ruch drgający ciała można traktować z dobrym przybliżeniem jako drganie harmoniczne, jeżeli spełnione są dwa warunki:
- amplituda drgań ciała jest dostatecznie mała
- ciało drga tak, że energię potencjalną ciała da się rozwinąć w szereg Taylora w zależności od wychylenia ciała od położenia równowagi, co w praktyce oznacza, że posiada ciągłą pierwszą i drugą pochodną w pewnym otoczeniu punktu równowagi.

Jest to tzw. przypadek małych drgań. W przypadku dużych amplitud drgań wahadło matematyczne wykonuje dość złożony ruch. Jednak gdy drgania wahadła mają niewielką amplitudę, to ruch wahadła można uznać za ruch harmoniczny.
Aby to wykazać, załóżmy, że ciało znajdujące się w położeniu {\displaystyle x_{r}} ma stan równowagi trwałej. Oznacza to, że w punkcie {\displaystyle x_{r}} energia potencjalna tego ciała ma wartość minimalną {\displaystyle E(x_{r}).} Jeżeli funkcja {\displaystyle E(x)} posiada rozwinięcie w szereg Taylora w otoczeniu {\displaystyle x_{r},} to możemy zapisać:
{\displaystyle E(x_{r}+h)=E(x_{r})+\left.{\frac {dE}{dx}}\right|_{x=x_{r}}\cdot h+\left.{\frac {1}{2}}{\frac {d^{2}E}{dx^{2}}}\right|_{x=x_{r}}\cdot h^{2}+\dots }
gdzie {\displaystyle h=x-x_{r}} oznacza odchylenie ciała od położenia równowagi {\displaystyle x_{r}.} Drugi wyraz rozwinięcia zeruje się
{\displaystyle \left.{\frac {dE}{dx}}\right|_{x=x_{r}}=0}
– jest to warunek konieczny występowania minimum energii w położeniu {\displaystyle x_{r}.} Ponadto, dla dostatecznie małych {\displaystyle h} wyraz zawierający {\displaystyle h^{3}} i kolejne wyrazy są pomijalnie małe wobec wyrazu z {\displaystyle h^{2}} (To, kiedy to jest słuszne, musi być ocenione na podstawie zależności {\displaystyle E(x)} w konkretnym zagadnieniu). Z dobrym przybliżeniem możemy więc napisać:
{\displaystyle E(x)=E(0)+{\frac {kx^{2}}{2}}}
gdzie przyjęliśmy {\displaystyle x_{r}=0,} zamiast {\displaystyle h} napisaliśmy {\displaystyle x.} Z powyższej zależności możemy wyznaczyć siłę działającą na ciało, licząc ujemną wartość gradientu energii potencjalnej:
{\displaystyle F(x)=-{\frac {dE(x)}{dx}}=-kx.}
Otrzymaliśmy wzór na siłę działającą na ciało w ruchu harmonicznym.

## Przykłady ruchów harmonicznych
- drgania atomów sieci krystalicznej
- ciężarek na sprężynie
- wahadło fizyczne
- wahadło matematyczne